# Kazuyuki Sogabe
Kazuyuki Sogabe (jap. 曽我部 和行, od 1 stycznia 1985 używał zapisu 曽我部 和恭 czytanego w ten sam sposób: Sogabe Kazuyuki; pseudonim: ガベ Gabe; ur. 16 kwietnia 1948 w Tosa w prefekturze Kōchi, zm. 17 września 2006 w Narita w prefekturze Chiba) – japoński seiyū, aktor, muzyk, narrator, reżyser, gitarzysta i wokalista zespołu Slapstick.

## Życiorys

### Dzieciństwo i młodość
Kazuyuki Sogabe urodził się 16 kwietnia 1948 roku w Tosa w prefekturze Kōchi na wyspie Sikoku. Kiedy miał dwa lata, jego rodzina przeniosła się do Funabashi w prefekturze Chiba i takie jego pochodzenie podaje wiele źródeł. Był jedynakiem, ale wychowywał się z trzynaściorgiem kuzynów w domu, gdzie z racji okresu powojennego brakowało jedzenia. Jego ojciec Toshitaka (敏孝), zgodnie z rodzinną tradycją potomek rodu Chōsokabe, był księgowym i prowadził miejskie dojo "Shunpūkan" (春風館) w Funabashi (od października 1953 do marca 1958 roku pełnił funkcję sekretarza generalnego tamtejszej federacji kendo). Ojciec od najmłodszych lat zabierał syna do dojo ze sobą, więc Sogabe dostał pierwszą zbroję (bōgu), kiedy był w pierwszej klasie podstawówki i miał około pięciu bambusowych mieczy. Ćwiczył kendo cztery razy w tygodniu, pojedynkując się głównie z policjantami z Funabashi. Szczególnie dobrze wychodził mu cios kote. Uczęszczał do Miejskiej Szkoły Podstawowej Katsushika w Funabashi (船橋市立葛飾小学校). Jak wspominał w wywiadzie, był tam "grzecznym dzieckiem" i członkiem samorządu klasowego. Ze względu na odbywające się zaraz po lekcjach treningi kendo nie miał czasu na spotkania z kolegami, ale żal mu było się z nimi rozstawać, kiedy w szóstej klasie przeniósł się do szkoły podstawowej Ogawa w Kanda w okręgu Chiyoda (千代田区立小川小学校) w Tokio. Dojeżdżał tam z Funabashi linią Sōbu wraz z ojcem do stacji Ochanomizu (御茶ノ水駅), co pozwalało im na 30 minut rozmowy - Sogabe stwierdził, że poznał wtedy ojca na nowo. Po ukończeniu szkoły podstawowej uczęszczał do gimnazjum Hitotsubashi (一橋中学) w okręgu Chiyoda w Tokio, gdzie w 1962 roku wygrał konkurs na slogan promujący uczciwe wybory (był jednym z 18 laureatów na 6250 uczestników). Najlepiej radził sobie z matematyką, językiem angielskim i muzyką, nie lubił zajęć z klasycznego języka japońskiego i historii Japonii poza okresem Sengoku. W drugiej klasie gimnazjum zdobył pierwszy dan w kendo. Kontynuował naukę w liceum Hitotsubashi (一橋高校). W drugiej klasie liceum, w sierpniu 1965 roku, zdobył drugi dan w kendo ku radości ojca, który - jak syn później zrozumiał - już wtedy chorował na ostrą białaczkę i w październiku zmarł. Wybuch rodzinnego sporu o spadek po ojcu był dla Sogabe wejściem w świat dorosłych.
Po ukończeniu liceum, pracując dorywczo, wstąpił na Uniwersytet Keiai (w tamtym czasie: Uniwersytet Ekonomiczny Keiai, 敬愛経済大学) w mieście Chiba, wychodząc naprzeciw oczekiwaniom, że syn podąży podobną ścieżką, jak jego ojciec - kierownik działu księgowości w dużej firmie. Ostatecznie, pamiętając zapracowanego ojca, który rzadko się z nim bawił, pomimo sprzeciwu matki Sogabe porzucił studia na czwartym roku tuż przed ich ukończeniem. Wiedząc, że zawiódł matkę, a krewni potępili jego decyzję, nie szukał u nich wsparcia. Formalnie pozostając studentem uniwersytetu (co trwało łącznie osiem lat), wstąpił do Centrum Szkolenia Talentów Nippon TV (日本テレビタレント養成所, Nihon Terebi Tarento Yōsei-sho) z zamiarem zostania piosenkarzem. Była to szkoła, którą wybierały także osoby zainteresowane aktorstwem, więc choć Sogabe zapisał się na kurs muzyczny, członek trupy aktorskiej Izumiza (泉座) poprosił go o zagranie w sztuce. Sogabe obejrzał wtedy (w 1970 roku) spektakl Théâtre Echo (テアトル・エコー) Omoteura Gen'nai Kaeru Gassen (表裏源内蛙合戦) (w którym sam wystąpił ponad 20 lat później) i - jak przyznał w wywiadzie - choć wcześniej nie widział żadnej sztuki i tylko raz w grał w przedstawieniu w szkole podstawowej, z jakiegoś powodu bardzo go to poruszyło. Choć wcześniej uważał zajmowanie się teatrem za niezbyt męskie zajęcie, stopniowo zaczęła mu się udzielać aktorska pasja. Jego talent wokalny został dostrzeżony przez jednego z aktorów Théâtre Echo, który zaprosił go na egzamin wstępny do szkoły prowadzonej przy tym teatrze. Sogabe postanowił zdawać z myślą o połączeniu w swojej pracy aktorstwa i śpiewu oraz zachęcony pochwałami po występie we wspólnym przedstawieniu z kolegami z Centrum. Zdał egzamin (choć z bardzo słabym wynikiem 35 punktów, ponieważ wcześniej nie interesował się sztuką i nie znał odpowiedniego słownictwa - ze swoimi ocenami znalazł się na przedostatnim miejscu na liście przyjętych) i dołączył do trupy w wieku 22 lat (inne źródło podaje jako moment dołączenia do zespołu teatralnego maj 1971 roku, a więc 23 lata). Przez rok lub dwa pracował dorywczo sprzątając tory w kręgielni, żeby zarobić na swoje utrzymanie. W 1973 roku zadebiutował jako aktor. Był to dla Sogabe początek wielu lat bardzo intensywnej pracy w potrójnej roli seiyū, aktora i muzyka.

### Muzyk
Jako dziecko Sogabe był zainteresowany chórem chłopięcym, ale nie podobało się to jego ojcu. Marzył o gitarze już w szkole podstawowej. Ćwicząc w domu kendo, słuchał Jeffa Becka i Jimiego Hendrixa.W drugiej klasie gimnazjum, wykorzystując zaoszczędzone pieniądze (15 tysięcy jenów zarobione dzięki pracy dorywczej), kupił na raty gitarę elektryczną i wzmacniacz i zaczął grać. Kiedy indziej deklarował, że stało się to w trzeciej klasie gimnazjum, w pierwszej lub nawet drugiej klasie liceum. W tym czasie zafascynował go zespół The Ventures (szczególnie płyta "Knock Me Out"). Uczył się grać piosenki ze słuchu, próbował tworzyć własne kompozycje, grał w zespole, który założył mając około 17 lat z kolegami z klasy. Pierwszymi utworami, których się nauczył, były "Jeux interdit" Narciso Garcii Yepesa i "Where Have All The Flowers Gone". W momencie ukończenia szkoły średniej jego repertuar obejmował w sumie już sto utworów.
Na studiach założył z kolegami zespół Lucy's (ルシーズ) i jako półprofesjonalista grywał w barach w Jokohamie, Ikebukuro i Shinjuku, opuszczając wykłady. Przez około pół roku odwiedzał bary "ACB" i "Drum", w których występowały zespoły z nurtu Group Sounds. Między 18 a 21 rokiem życia (1966-69) Sogabe był zaangażowany (prawdopodobnie jako techniczny) w działalność zespołu Terauchi Takeshi to Banīzu. Idąc za radą Takeshiego Terauchiego zaczął grać na gitarze każdego dnia bez wyjątku. Opuścił jednak swój półprofesjonalny zespół Lucy's, kiedy pozostali muzycy zdecydowali się porzucić rhythm & bluesa na rzecz tzw. (w Japonii) nowego rocka.
Będąc już studentem Teatru Echo (od roku 1971), pracował dorywczo nocami, akompaniując w barach śpiewającym gościom. W ciągu jednej nocy grał około 100 utworów, od popularnych piosenek po jazz. Nie mógł śpiewać zgodnie z rytmem, ale musiał dostosowywać się do sposobu śpiewania pijanych klientów. Uważał to za powód do wstydu, ale stwierdził, że ostatecznie pogłębiło to jego rozumienie gry na gitarze.  
Ulubiony instrument, gitarę firmy Mosrite wartą w momencie zakupu 310 tys. jenów, kupił za 270 tys., a zapytany o numer seryjny odpowiedział, że go nie pamięta. 
W sierpniu 1977 roku z innymi aktorami głosowymi założył zespół muzyczny SLAP STICK (スラップスティック), w którym grał na gitarze prowadzącej, śpiewał, komponował i pisał pojedyncze teksty aż do zawieszenia działalności zespołu w 1988 roku. 21 maja 1980 roku wydał pierwszy album solowy, a trzy dni później, 24 maja, dał pierwszy promujący go solowy koncert w Tokio. W latach 1980-1982 wydał łącznie 3 długogrające płyty solowe z własnymi kompozycjami, tekstami i wokalem, a między 1978 a 1986 rokiem 13 albumów i 6 singli z zespołem SLAP STICK. W czasach działalności SLAP STICKu corocznie dawał z zespołem od kilku do kilkunastu koncertów. Nagrywał też piosenki do filmów anime i skomponował dwa utwory na pierwszy solowy album przyjaciela z zespołu, Toshio Furukawy.
W ostatnim wywiadzie, przeprowadzonym 16 września 2003 roku, niemal dokładnie trzy lata przed śmiercią, potwierdził, że nadal gra na gitarze.

### Aktor, seiyū i reżyser teatralny

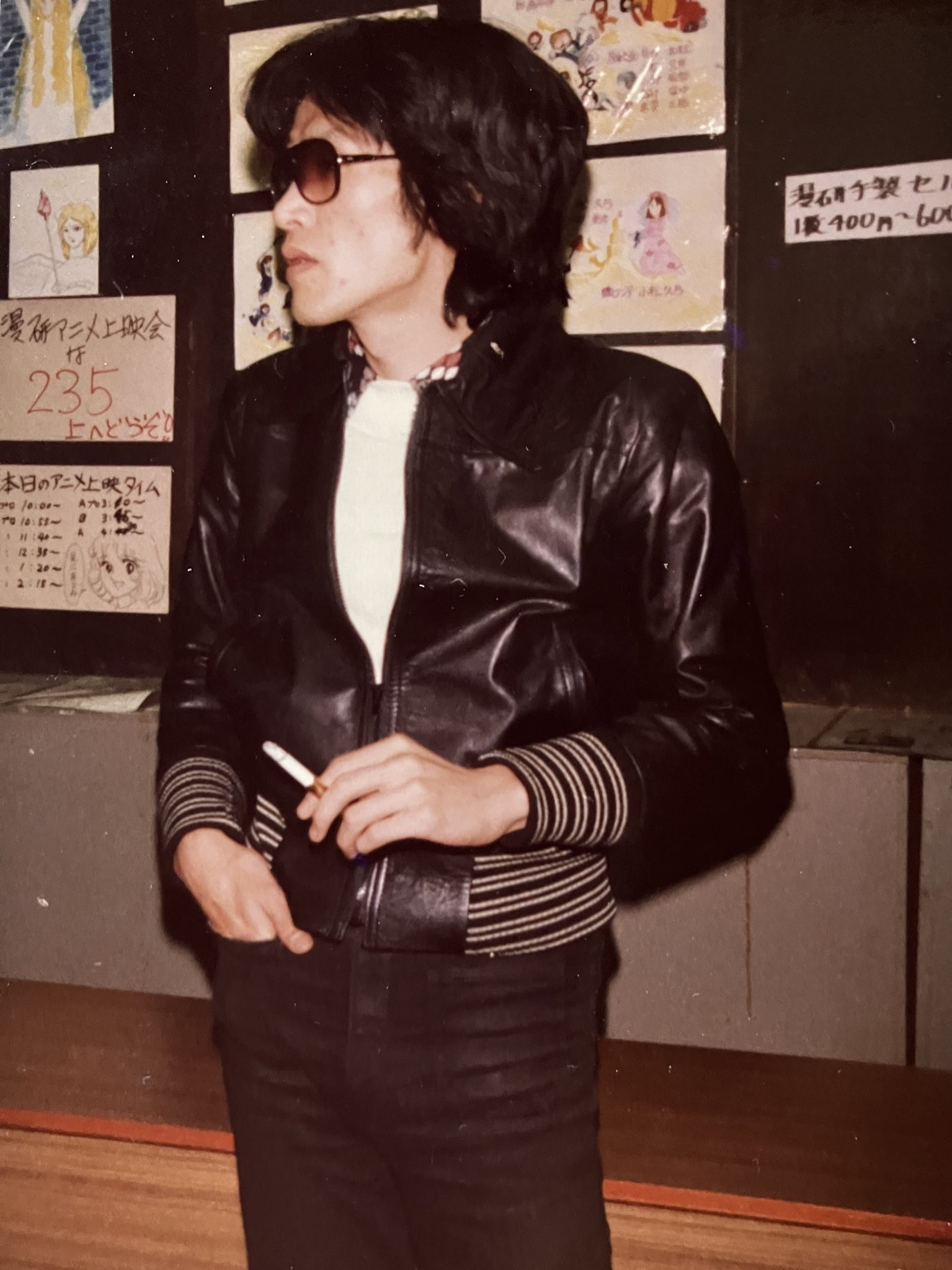
Kazuyuki Sogabe w 1978 roku na wystawie prac Kuni Arisaki, autorki m.in. broszury teatralnej dla zespołu Four-in-One. Fot. Hisako Murayama

Od 1971 roku związany był z Teatrem Echo - najpierw jako student, a później jako stały członek trupy aktorskiej. Jego debiutem scenicznym było Jūippiki no neko (11ぴきのネコ) w lipcu 1973 roku. W tym samym roku - jako że działalność Teatru Echo obejmowała także aktorstwo głosowe - Sogabe otrzymał również rolę jako seiyū w słuchowisku radiowym na podstawie powieści Ranpo Edogawy. Także w 1973 po raz pierwszy zagrał postać w anime - w średniometrażowym filmie Panda Kopanda amefuri sākasu no maki (パンダコパンダ 雨ふりサーカスの巻). Od tego czasu udzielał głosu drugoplanowym bohaterom filmów zagranicznych i grywał pomniejsze role w anime. Wygrane przesłuchanie do tytułowej roli w anime Hariken Porimā (破裏拳ポリマー) w 1974 roku otworzyło mu drogę do dalszej pracy w zawodzie aktora głosowego. Propozycje zaczęły napływać jedna po drugiej. Odtąd pracował przede wszystkim jako seiyū (zagrał w ponad 100 serialach anime, w ponad 20 animowanych filmach kinowych i w ponad 30 animacjach kierowanych bezpośrednio na rynek wideo (tzw. OVA); występował jako aktor dubbingowy, w słuchowiskach radiowych i reklamach), ale pojawiał się także na scenie Teatru Echo i gościnnie występował w fabularnych serialach telewizyjnych (zarówno jako aktor, jak i użyczając głosu postaciom). Od 1982 lub 1983 roku do co najmniej 1995 był także wykładowcą w tokijskiej szkole dla spikerów i aktorów głosowych Tōkyō Anaunsu Seiyū Akademī (東京アナウンスアカデミー).

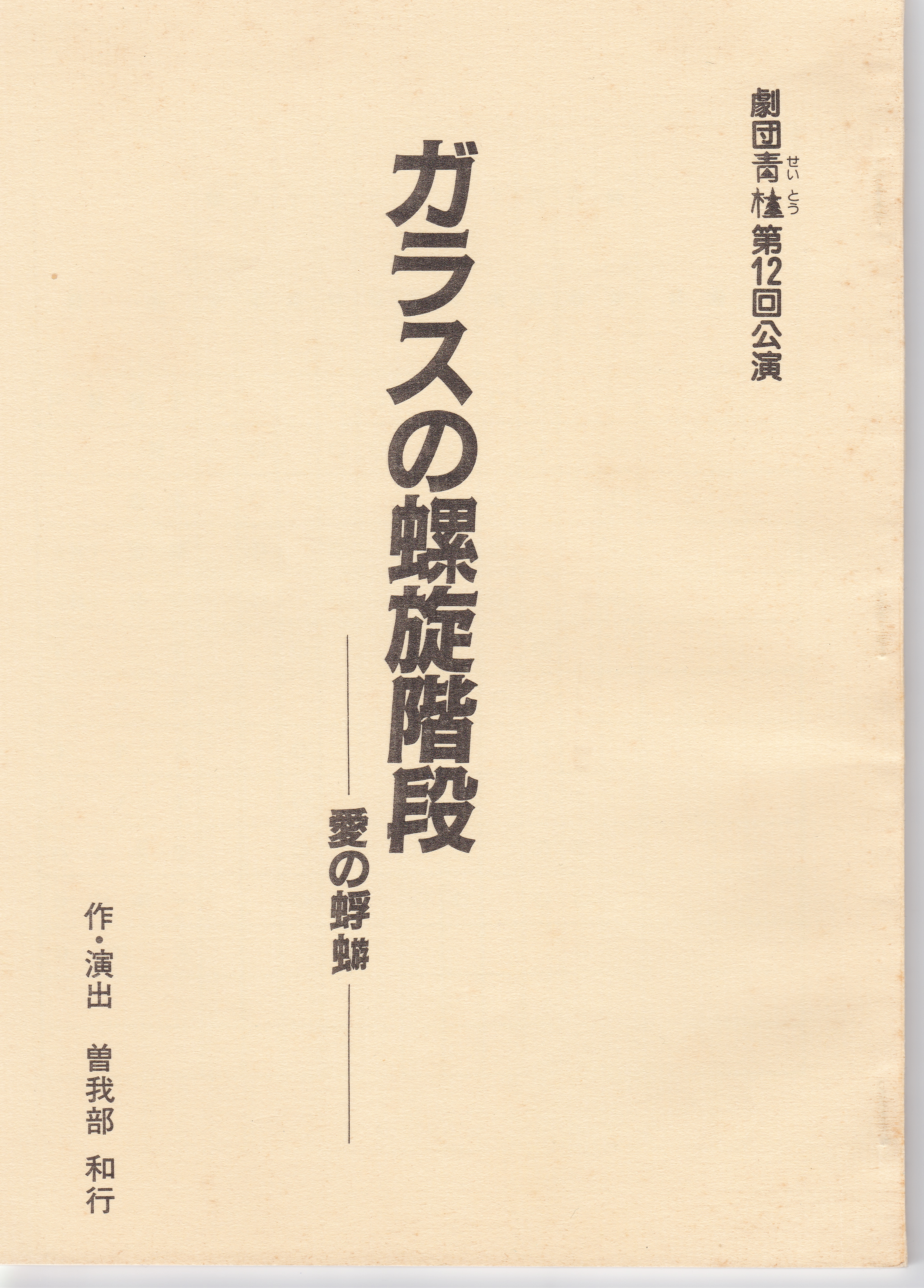
Okładka scenariusza sztuki Kazuyukiego Sogabe Garasu no Rasenkaidan ('Szklane spiralne schody')

Sogabe interesowała także praca reżysera. Pod koniec lat siedemdziesiątych dołączył w tej roli do założonego przez Akirę Kamiyę, Ryo Fukuzawę, Naoyę Uchidę i Ryūusei Nakao zespołu muzyczno-teatralnego "Four-in-One" (フォーインワン). Później współpracował również jako reżyser z założonym przez Toshio Furukawę zespołem teatralnym Seitō (劇団青杜). W 1984 roku zespół ten pod kierunkiem Sogabe wystawił także jego jedyną własną sztukę teatralną, Garasu no Rasenkaidan (ガラスの螺旋階段). We wrześniu 1987 roku wyreżyserował przedstawienie Ｂ・Ｔ・Ｃ Małego Teatru Ginza, a w kwietniu 1988 roku － 81 przedstawienie Teatru Echo. Po przeprowadzce do Kamagaya w prefekturze Chiba kontynuował tam działalność reżyserską: w 1991 roku wyreżyserował sztukę Osharena Jōmonjin (おしゃれな縄文人) wyprodukowaną przez miasto Kamagaya, projekt upamiętniający 20. rocznicę powstania organizacji miejskiej, a w 1997 raz jeszcze Garasu no Rasenkaidan. 
Między 1995 a 1997 rokiem Sogabe rozstał się z Teatrem Echo i dołączył do Aoni Production. Odszedł stamtąd w listopadzie 2000 roku. W wywiadzie przeprowadzonym 16 września 2003 roku zaprzeczył, jakoby przeszedł na emeryturę: wyjaśnił, że przerwał pracę, aby zaopiekować się matką będącą po wypadku drogowym i wyraził chęć powrotu do aktorstwa, kiedy będzie mógł.

### Życie prywatne
8 maja 1980 Sogabe zarejestrował małżeństwo ze stażystką Teatru Echo Keiko Iwatsubo (岩坪 圭子). 22 czerwca tego samego roku odbył się ślub i przyjęcie weselne. W 1981 roku urodził im się syn Kazutaka (和孝), a w 1984 roku - córka Mayuka (真由歌). Sogabe z Tokio przenosił się z rodziną kolejno do różnych miast w prefekturze Chiba: Funabashi, Kamagayi, aby ostatecznie osiąść w Yachimata.
Zmarł 17 września 2006około godziny 20:00 w szpitalu w Narita. Przyczyną śmierci był rak przełyku zdiagnozowany dwa miesiące wcześniej. Ceremonia pożegnalna odbyła się 20 września w Yachimata. Głównym żałobnikiem była żona Keiko. Pożegnanie miało charakter prywatny, ale wzięli w nim udział czynni aktorzy głosowi będący przyjaciółmi zmarłego: m.in. Toshio Furukawa, Tōru Furuya i Akira Kamiya.

### Upamiętnienie
Kazuyuki Sogabe zmarł niewiele ponad miesiąc po innym aktorze głosowym, Hirotace Suzuokim, z którym wielokrotnie współpracował - także grając w zespole SLAP STICK. 4 lutego 2007 roku pozostali członkowie zespołu (Akio Nojima, Toshio Furukawa, Tōru Furuya i Yūji Mitsuya) zorganizowali występ na żywo ku pamięci obu zmarłych muzyków w Tokio. W 2013 roku, w okolicach siódmej rocznicy śmierci obu członków, SLAP STICK zebrał się ponownie, by uczcić pamięć przyjaciół grając koncerty od 13 do 16 września w Tennōzu Galaxy Theatre w Tokio pod hasłem Koncert Slapstick Remember ~Ku pamięci Kazuyukiego Sogabe i Hirotaki Suzuokiego~ (スラップスティック・リメンバー・コンサート ～曽我部和恭・鈴置洋孝を偲んで～).

## Filmografia

### Seriale anime
Ważniejsze role są pogrubione
1973
- Dokonjō Gaeru[61][62] (postać w odc. 50[63], 53[64], 99, 102[65]) (do 1974)
- Janguru Kurobē[62] (w odc. 25 i 26[66]: Megane Yanma, Pakupaku Pelikan)[67]
- Kōya no Shōnen Isamu (do 1974)
- Ēsu o Nerae![62] (do 1974)
- Samurai Jaiantsu[62][68] (w odc. 4)[69] (do 1974)

1974
- Hariken Porimā(Takeshi Yoroi / Polymar)[1][5][6][61][62][70][71][72][73][74][75] (do 1975)[66]
- Tentōmushi no Uta[62] (do 1976)

1975
- Pszczółka Maja[62](Skorek w odc. 32, Biegacz w odc. 40, 41[75], Konik polny długogłowy w odc. 50, Dziecko pszczoły miodnej w odc. 51) (do 1976)
- Ganba no Bōken[62] (Taichi)[6][75]
- Gettā Robo Jī / Getter Robo G[62] (Ushigaki w odc. 35 z 1976)
- Uchū no Kishi Tekkaman (Mężczyzna A)[76]
- Hajime Ningen Gyātoruzu[77](do 1976)

1976
- Haha o Tazunete Sanzenri / 3000 Leagues in Search of Mother[78] (Tonio Rossi)[66][71][79][75]
- Mashin Hayabusa[78]  (Tsurugi Hayabusa)[5][6][61][71][73][80][74][75]
- Gowappā Faibu Gōdamu / Goliath the Super Fighter[78] (Sentarō Shima)[61][75]
- Dokaben[78] (Spiker[61][66], Tanimatsu w odc. 148)[81] (do 1979)
- Pinokio[78] (Zając w odc. 7)[82]
- Yūfō Senshi Dai Aporon (Chłopak w odc. 16)[66]

1977
- Gekisō! Ruben Kaizā[78]  (Hideto Tachibana)[71][75] (do 1978)[66]
- Chōdenji Machine Voltes V[1][78] (Ippei Mine)[5][6][61][70][71][80][75] (do 1978)[66]
- Gasshin Sentai Mekandā Robo[78] (Kojirō Yashima)[66][71][73][75]
- Przygody Charlotte Holmes[78] (Michael)[61][75] (do 1978)[66]
- Ganso Tensai Bakabon[62] (w odc. 87)[83]

1978
- Shin Ēsu o Nerae! / The New Aim for the Ace![84] (Takashi Chiba)[1][5][80][75]
- Ikkyū-san[84] (Shun Ootomo)[1][5][61][71][72][80][75]
- Uchū Senkan Yamato II / Space Battleship Yamato[84] (Akira Yamamoto[75], Larzeler[61][71], Generał Gorse[75]) (do 1979)[66]
- Generał Daimos[1][78] (Kyōshirō Yūzuki)[1][6][70][71][73][75] (do 1979)[66]
- Yakyūkyō no Uta[84] (Ken Hiura)[1][6][5][8][66][70][71][80][85] (do 1979)
- Muteki Kōjin Daitān 3 / The Unchallengeable Daitarn 3  (Komandor Wong Law)
- Shin Kyojin no Hoshi[61]

1979
- Kidō Senshi Gandamu / Mobile Suit Gundam[84] (Gene, Wakkein)[66][71][75]
- Pari no Izaberu[86] (Victor[75] w odc. 1 i 13)[66]
- Esu Efu Saiyūki Sutājingā[84] (Rokan w odc. 59)[87]
- Sasurai no Shōjo Neru[86][88] (Tajemniczy Mężczyzna)[75]
- Ania z Zielonego Wzgórza (Pastor Alan)[66][75][89]
- Lu Lu i cudowny kwiat (w odc. 34)[66]
- Zendaman / Zenderman (Kojirō)[61] (do 1980)
- Kagaku Ninjatai Gatchaman Tsū[84] (Pansā, Hainricchi)[66]

1980
- Tetsujin Nijūhachi-gō (narrator)[61][71] (do 1981)[66]
- Muteki Robo Toraidā Jī Sebun / Invincible Robo Trider G7[1](Zacron[66][75], Yamashita)[61]
- Space Battleship Yamato III (Kazu Hirata)[61][66]
- Uchū Senshi Barudiosu Space Warrior Baldios[86] (Kaiser)[75]
- Taimu Bokan Shirīzu Taimu Patorōru-tai Otasukeman / Rescueman (Hiru w odc. 22)[90]
- Cudowna podróż (Artur w odc. 42)[66][91]
- Ginga Tetsudō Surī Nain / Galaxy Express 999 (Nāru w odc. 36)
- Yami no Teiō: Kyūketsuki Dorakyura (Janus)[66][75]
- Tsurikichi Sanpei (Spiker w odc. 14)[92]

1981
- Shin Taketori Monogatari: Sennen Joō / Queen Millennia[86] (Selen[73][93], Leopard, Shiraishi) (do 1982)[66]
- Taiyō no Kiba Daguramu / Fang of the Sun Dougram (J. Rock/J. Locke)[71][75]
- W Królestwie Kalendarza[86](Beppe Jutro [oryg. Toki Wataru] / Yattodetaman, Pizarro, książę)[6][8][61][70][71][73][85][75] (do 1982)[66]
- Gigi / Dash Kappei[1][94] (Kyōshirō)[6][71][75]
- Ginga Senpū Buraigā / Galaxy Cyclone Braiger[1][94] (Isaac Godonov / Isaac the Razor[6][61][70][71][75] (do 1982)[66]
- Dokonjō Gaeru (człowiek w odc. 25)
- Saikyō Robo Daiōja (Joseph w odc. 8, Chatelet w odc. 36, 37)[66]
- Taigā Masuku Ni-sei (Kunihiko Sasamoto[61] w odc. 21)[66]

1982
- Roku Shin Gattai Goddo Māzu / Six God Combination God Mars (Gash[61] w odc. 43, 44)[66]
- Patalliro![94] (major Jack Barbarosa Bancoran)[6][8][61][66][70][71][85][75]

- Ginga Reppū Bakushingā / Galactic Gale Baxinger (Stecken Radcliffe)[8][61][70][71][85][94][75] (do 1983)[66]
- Tsū Dan Furu Bēsu (Wieża)[94]

1983
- G.I.JOE  A REAL AMERICAN HERO (Breaker)[71]
- Seisenshi Danbain / Aura Battler Dunbine[94] (Bishot Hatta)[61][66][71][75]
- Akū Daisakusen Suranguru (Gerhard)[8][61][66][71][85][94][75]
- Ginga Shippū Sasuraigā / Galactic Whirlwind Sasuraiger[94] (I.C. Blues/ Blues Carl Bernstein)[61][70][71][75] (do 1984)[66]
- Ordy (Ciołkowski w odc. 8)[66]
- Urusei Yatsura (Makoto Kobayakawa w odc. 71)[66][95][96]
- Mirai Keisatsu Urashiman[94] (młody Führer)[75][66]
- Puraresu Sanshirō[96] (Xu Bailong)[66]

1984
- Cat's Eye (w odc. 31[96][97]Slim Suspense)[66]
- Pojedynek Aniołów[96] (Shingo Mitamura)[71][75] (do 1985)[66]

- Jūsenki (Hebī Metaru) Erugaimu / Heavy Metal L-Gaim ( ゼネラル) (Kuroso)[61][71]
- Meitantei Hōmuzu (Mac Bain[75] w odc. 22)[66]

1985
- Dāti pea (Książę Ruber[75], Kaia w odc. 6)[61][66][71]
- Chōjū Kishin Dankūga (Kapitan)[66]
- Mahō no Yōsei Perusha (Hrabia[75] w odc. 28)[66]
- Lupin III Part III (Wallance w odc. 38)[66]

1986
- Pięść Gwiazd Północy (Hyūi)[61][75] (do 1987)[66]
- Uchūsen Sajitariusu[96] (Paralis)[61] (do 1987)[66]

1987
- Anmitsu Hime (Kuni[61][75] w odc. 30)[66]
- High School! Kimengumi (Saizō Uru w odc. 34 sezonu 2)[66][75]
- Rycerze Zodiaku (Gemini Saga / Wielki Mistrz Ares, Gemini Kanon / Morski Smok)[6][61][66][71][70][75] (do 1989)
- G.I. ☆ JOE A REAL AMERICAN HERO (2 sezon) (Buzzer)
- Ai no Wakakusa Monogatari  (Anthony Boone)[61][66][71][75]
- Tsuide ni Tonchinkan (Kageyama)[61][75]

1988
- Misutā Ajikko (Muramasa Takechi)[61]

1989
- Nowe przygody Kimby Białego Lwa (Dagu w odc. 18)[61]
- Dragon Ball Z (Południowy Kaiōshin)[75]

1990
- Hutch Miodowe Serce (Killer)[66]
- Dragon Ball Z Special 1: Tatta Hitori no Saishuu Kessen / Dragon Ball Z: Bardock – The Father of Goku (Tōma)[61][71][75]
- San-Chōme no Yūhi Yūyake no Uta / Sunset on Third Street[96] (Pan Matsushita, młody mistrz sklepu papierniczego Usui)

1992
- Genki Bakuhatsu Ganbarugā[96] (Yaminorius III)[6][61][66][71][75]
- Czarodziejka z Księżyca[96] (Kunzite)[6][61][66][74][71][98][75]
- YūYǔ Hakusho (Gama, Suzuki) (do 1993)[61][75]

1993
- Gōsuto Suīpā Mikami / Ghost Sweeper Mikami (ojciec Kazuhiro Karasu)[6][61][66][71][75]
- G.I. ☆ JOE A REAL AMERICAN HERO (Burirō)[71]

1994
- Akazukin Chacha (Cupifuel)[61][66][75]
- (od 1994-1995) Brave Police J-Decker (Ken Shinjō, ludzie Haijasu)

1995
- Slam Dunk (sezon 3) (Shōta Sugiyama)[61][75]
- Chibi Maruko-chan (Yamazaki) （山口利光〈初代〉）
- Dragon Ball Z (sezon 7) (Południowy Kaiōshin)[61][66]

1996
- Dragon Ball GT[96] (Doktor Myū, Ledgic[75], główny lekarz) (do 1997)[61][66]

1997
- GeGeGe no Kitarō (sezon 2 wersji z 1996) (Suzuki w odc. 63[99], Stara Mysz w odc. 103[100])
- Chūka Ichiban!(Kochō)[61]
- Dragon Ball GT: Gokū gaiden! Yūki no akashi wa shi hoshi-kyū (sū shinchū) (Rakkaru)[61][66][75]
- Yūsha Ō Gaogaigar (Minoru Inubōzaki)[61][66]

1998
- Shadow Skill Eigi (Sai Ō)[75][66]
- Lost Universe (Gorunnova)[61]
- MASTER KEATON (Michaił w odc. 27)[66][101]

1999
- One Piece (Ben Beckman[61][70][66], Silvers Rayleigh[75] w odc. 8[102])
- Shin Hakkenden (Don Erume, īgi)
- Turn A Gundam[103] (Milan Rex)[61][75]

2000
- Time Bokan 2000: Kaitō Kiramekiman (Hariusso)[61]
- Crayon Shin-chan (James)[104]

### Animowane filmy kinowe
1973
- 17 marca Pandakopanda Ame no Saakasu[39](Policjant)

1978
- 5 sierpnia Saraba Uchū Senkan Yamato: Ai no Senshitachi (Larzeler[61][71], Akira Yamamoto[75])[66]

1979
- 8 września Ēsu o Nerae! (Takashi Chiba)[61][66]
- 15 września Yakyū-kyō no Uta: Kita no Ōkami, Minami no Tora (Ken Hiura)[61]

1980
- 19 lipca Jūippiki no neko[61][105] (Kot I)[66]
- 20 grudnia Saibōgu Zero-Zero-Nain (008, Pyunma)[61][66][71][75]

1981
- 14 marca Kidō Senshi Gandamu / Mobile Suit Gundam (Wakkein)[66][71][75]

1982
- 13 marca Sennen Joō (pracownik obserwatorium astronomicznego Shiraishi)[61][66][71]

1983
- 12 marca Crusher Joe (Kirī)[66][71]
- 9 lipca Choro Q daguramu[61][66] (J. Rock)[106]
- 10 lipca Patalliro! Stardust Keikaku (Bankoran)[61][66][75]

1985
- 9 marca Kamui no Ken (Sam)[66][75]
- 10 sierpnia Ōdin: Kōshi Hansen Sutāraito (Toru)[66]
- 21 grudniaVampire Hunter D (Rei-Ginsei)[66][74][75] (jednocześnie z premierą kinową wydany jako OVA)

1986
- 27 sierpnia Jūippiki no neko to ahōdori (kot[61] E[75])

1987
- 14 marca Ōritsu Uchūgun: Oneamisu no Tsubasa (Mati)[61][66][71][74][75]
- 1 sierpnia Bari Bari Densetsu (Takanezawa)[75]

1988
- 12 marca Kidō Senshi Gandamu: Gyakushū no Sha (kapitan Ryle)[61]
- 23 lipca Saint Seiya: Legenda purpurowego chłopca (Saga)[66][71][75]

1989
- 21 października HYPER - PSYCHIC - GEO GARAGA[71] (Kisarl Bundy)[66][75] (po premierze kinowej wydany jako OVA)

1990
- 28 kwietnia Hashire! Shiroi Ookami[66]

1991
- 12 lipca ZIGGY THE MOVIE: Soreyuke! R&R BAND (Shaffner)[66]

1992
- 11 lipca Dragon Ball Z Kyokugen batoru!! San dai Sūpā Saiyajin (Android 13)[61][66][75]

1994
- 20 sierpnia Gōsuto Suīpā Mikami Gokuraku Daisakusen!! (ojciec Karasu)[61][66]

1995
- 23 grudnia MEMORIES (Kolega z pracy)[61][66]

1996
- 6 lipca Jigoku Sensei Nūbē (Czarny płaszcz)[61]

### OVA(Original Video Animation)
1985
- Megazōn Tsū Surī (Producent)[61][66]
- Vampire Hunter D (Rei-Ginsei)[66][74][75] (wydany jako OVA jednocześnie z premierą kinową)

1986
- Bari Bari Densetsu[61]
- Za Hyūmanoido Ai no Wakusei Rezaria (Gubernator Proud)[66][75]

1987
- Dorīmu Hantā Remu (Tatsuhiko Bishu w odc. 3 i 4)[75][66][107]
- Shōnan Bakusōzoku (Toshiyuki Onodera[61] w odc. 2)[66]
- Burakku Majikku M-66 (Ricō)[61]
- Gakuen Tokusō Hikaruon (Shirō Amakusa)[66][71]
- TO-Y (Kaie)[66][75]
- Metaru Sukin Panikku MADOX-01 (Kilgore)[66]
- LILY-C.A.T. (Watts)[75]
- Dead Heat (Natsuo Sawai)[66][75]

1988
- BUBBLEGUM CRISIS 2 (Largo)[61][66][74][75]
- Ryūseiki: Shinshō AD1990 Riko[61](Harumi)[71]
- BUBBLEGUM CRISIS 3 (Largo)[61][66][74][75]
- Metal Skin Panic MADOX-01 (porucznik Kilgore)[75]
- Legend of the Galactic Heroes (Christian)[61][66][75]
- Ryūseiki：Masho RC297 Rulishia (Demoniczny młody człowiek)[61][71]
- Uchū no Senshi (Theodore C. Hendrick)[66][75]
- Shinshū Sudama-hen (Genryū Yagyū)[75]

1989
- Kyomu Senshi MIROKU (Sasuke Sarutobi)[66]
- Locke Superczłowiek (Tseng Li)[61][66][71]
- Hi - SPEED JECY (sierżant Meyer)[66][71][75]
- Seijūki Saigādo - CYBERNETICS GUARDIAN (Kapłan)[66][75]
- HYPER - PSYCHIC - GEO GARAGA[71] (Kisarl Bundy)[66][75] (wydany jako OVA po premierze kinowej)

1990
- CYBER CITY OEDO 808 (Taku Yamabana) (do 1991)[66][75]
- Utsunomiko:Tenjōhen (Uokai)[71] (do 1992)

1991
- BUBBLEGUM CRASH! (Largo)[66][75]
- Sōryūden (Doktor Cranshaw)[66] (do 1993)

1992
- Jigen Sengokushi Kuro no Shishi Jin'nai-hen (Oda Nobunaga)[108]

1993
- Battle Angel (HYPER FUTURE VISION)[71] (Gime)[66][75]
- Chōjikū Seiki Ōgasu / Orguss 02 (Skalamanga)[66]
- Time Bokan Ōdō Fukko (Polymar) (do 1994)[6][61]

1994
- Nana Toshi Monogatari: Hokkyoku-kai Sensen / Seven Cities Story: Arctic Front (Generał Madison)[66]

- Yū Yū Hakusho: Eizō Hakusho: Ankoku Bujutsukai no Shō - Jōkan & Gekan (Gama)[75]
- Genocyber (Grimson Rockwell)[66][75]

1997
- Saiko Daibā：Masei Rakuryu (Funky)[66]

1998
- Bishōjo Senshi Sērāmūn Memoriaru (Kunzite)[75]

### Dubbing
Daty są datami pierwszej emisji wersji japońskojęzycznej lub wydania nośnika. Ważniejsze role są pogrubione
1973
- Toni Sailer - Czarna błyskawica [wersja TBS] (Zawodnik 4, Rofele, Policjant 1)[109]

1975
- Robbery (film z 1967) [wersja Fuji TV] (inżynier)[110]
- Tajemnicza wyspa [wersja Nihon TV][111]
- Czy Paryż płonie? [wersja Nihon TV] (czołgista)[112]
- Mosquito w akcji / Eskadra Mosquito [wersja TBS][113]

1976
- S.W.A.T. (serial z 1975) [wersja Tokio 12ch] (Dominic Luca)[5][70]
- Historia trzech miłości [wersja NHK] (Thomas)
- Powrót siedmiu wspaniałych [wersja TBS][114] (Chico)[115]

1977
- Bionic Woman: Agentka przyszłości (serial z lat 1976-78) [wersja Nihon TV] (Mark Russell) (do 1978)[116]
- Malizia [wersja Fuji TV] (Antonio=Nuccio)[117]
- Wynajęty człowiek [wersja Nihon TV] (Dan Griffen)[118]
- Nagie miasto [wersja Tokio 12ch] (detektyw Perelli)[119]

1978
- Basen (film z 1969) [wersja TV Asahi] (Alain, przyjaciel)[110]
- Czy zabiłbyś dziecko? [wersja TBS][118] (listonosz Enrique)
- Mr. Majestyk [wersja TBS] (Bobby Kopas)[120]
- Karawany (pułkownik Nazrullah)[121]
- Przepustka dla marynarza [wersja TV Asahi][122]

1979
- West Side Story [dawna wersja TBS] (Mouthpiece, Indio)[123][124]
- Spryciarz Ed [wersja Fuji TV][109]
- Una Magnum Special per Tony Saitta [wersja Nihon TV][125]
- Bilitis (film z 1977) [wersja Tokio 12ch] (Nikias)[126]

1980
- Do piekła i z powrotem [wersja Tokio 12ch] (szeregowy Kerrigan)[127]
- Krwawa mamuśka [wersja TBS] (Lloyd Barker)[128]
- Gumball Rally [wersja TBS][109]
- Kierowca (Finger) [wersja Nihon TV][118]
- Chopper Squad [serial] (Bary Drummond)
- Rozmarzona Kalifornia [wersja Fuji TV] (Dan)[129]
- Człowiek Mackintosha [wersja TV Asahi][120]

1981
- Furia (film z 1978) [wersja TBS] (Robin Sandza)[125]
- Człowiek klanu [wersja TV Asahi] (Flagg, Członek B, Mężczyzna 4)[130]
- Grease [wersja Nihon TV] (Kenickie)[130]
- Pojedynek po latach [wersja Fuji TV][124] (Shelby)
- Kot o dziewięciu ogonach [wersja Fuji TV][131]
- Nędznicy (film z 1978) [wersja NHK][132]

1982
- Dziewczyna na pożegnanie [wersja TBS][130]
- Grand Theft Auto (film z 1976) [wersja Fuji TV][133]
- Szczęki 2 [wersja Nihon TV] (Bob)[134]

1983
- Piątek, trzynastego [wersja TV Asahi] (Bill)[134]
- Wielka środa [wersja Nihon TV] (Crusher)[125]

1984
- Największy amerykański bohater [wersja Nihon TV] (w odc. 31 jako Price, w odc. 42 jako Francisco)[135]
- Chłopcy z Brazylii [wersja Fuji TV][125]
- Kochanica Francuza [wersja TBS] (Sam)[136]
- Amerykańskie graffiti [wersja TBS][117]
- Myjnia samochodowa (wersja TBS) (T.C.)[137]
- Pogłoska o wojnie (miniserial) [wersja Fuji TV] (Mark McCloy)[122]
- Okno na podwórze [wersja JAL] (Pan młody)[138]

1985
- Star Trek II: Gniew Khana [wersja Nihon TV] (Pavel Chekov)[139]
- Zadanie specjalne [wersja Nihon TV] (Steve Burns)[130]
- Sherlock Holmes (serial z 1984) [wersja NHK] (Harold Latimer w odc. 9)[140]

1986
- Zwyczajni ludzie [wersja TV Asahi][136]
- Sangraal, la spada di fuoco [wersja TV Tokio] (Li Wo Twan)[130]
- Brutalna gra (film z 1982) [wersja TV Asahi] (Kendrics)[141]
- Trzęsienie ziemi [wersja TV Asahi] (Walter Russell)[110]
- Wyjęty spod prawa Josey Wales (Jamie)[142]
- Dziedzictwo (film z 1978) [wersja TV Asahi] (Clive Jackson)[132]
- W poszukiwaniu D. B. Coopera [wersja TV Asahi][110]
- Piekielny motel [wersja TBS] (szeryf Bruce Smith)[127]

1987
- Musujący cyjanek [wersja TV Asahi] (Victor Drake)[143]
- Ostatni występ [wersja TV Asahi][144]
- Tępiciel 2 [wersja TV Asahi][124]
- Słowo gliny [wersja TV Asahi] (inspektor Dax)[125]
- Shaolin Kung Fu Master [wersja Fuji TV] (Red)[145]

1988
- Alicja w krainie czarów (serial z 1986) [wersja NHK] (Kapelusznik)[136]
- Star Trek III: W poszukiwaniu Spocka [wersja Nihon TV] (Pavel Chekov)[139]
- Kolor pieniędzy [wersja Fuji TV] (Julian)[119]
- Mission: Impossible (serial telewizyjny 1988) [wersja NihonTV] (rola w odc. 14 i 18) (do 1989)[146]

1989
- Niebezpieczna aura [wersja TV Asahi][120]
- Bliźnięta nie do pary [VHS] (Garth Ratliff)[147]
- Polowanie na duchy [VHS] (Carl)[148]
- Jane Eyre (serial z 1983) [wersja NHK] (Richard Mason)[149]
- Szmaragdowy las [wersja TV Asahi][150]
- Sok z żuka [VHS] (Maxie Dean)[147]
- Opowieść Policyjna 2 [LD] (szef policji Raymond Li)[151]
- Lady Blue (serial) [wersja TV Asahi][152]
- Burza mózgów (film z 1983) [wersja TBS] (Dr Michael Brace)[153]
- Top Gun [wersja Fuji TV] (porucznik Bill Cougar)[154]
- Pluton [wersja TV Asahi][125]
- Do odważnych świat należy [wersja TV Asahi][125]

1990
- Akademia policyjna 6: Operacja Chaos [VHS][151]
- Bogowie muszą być szaleni II [VHS] (Mateo)[155]
- Batman (serial TV z 1966) [VHS] (Człowiek-Zagadka)[156]
- Różowy cadillac [VHS] (Roy McGuinn)[157]
- Stary człowiek i morze [wersja TV Asahi][122]
- Zabójcza broń 2 [VHS] (Pieter Adolph Vorsteadt)[158]
- Piękna i bestia [wersja NHK] (rola w odc. 8)[159]
- Ukryty (film z 1987) [wersja TV Asahi][126]
- Diuna [wersja TV Asahi] (Duncan)[154]
- Krokodyl Dundee [wersja Fuji TV][109]
- Żyć i umrzeć w Los Angeles [wersja TBS][134]
- Szklana pułapka [wersja TV Asahi] (Fritz)[160]
- Zimna stal [wersja TV Asahi] (Mick)[161]
- Stripped to Kill [wersja Nihon TV] (Pan Pocket)[162]
- Na krawędzi mroku [wersja NHK] (rola w odcinku 4)[163]
- Transamerican Express [wersja TV Asahi][110]
- The Time Guardian (strażnik czasu Ballard)[110]
- Bez wyjścia [wersja TV Asahi][152]
- Altanka nieboszczyka [wersja NHK][143]
- Szklana pułapka 2 [VHS] (Gerber, Fred, pilot TWA, Swat 2, Żołnierz 2)[164]
- Korzenie [VHS] (Kadi Touray w odc. 1, inne role w odc. 3, 5, 6)[165]

1991
- Koń mądrzejszy od jeźdźca [VHS][166]
- Troppo per vivere... poco per morire [VHS][167]
- Na południe od Brazos [wersja NHK][168]
- Interkosmos [wersja TBS][169]
- Wietnam, Teksas [wersja TV Tokio][170]
- Silverado [wersja Fuji TV] (Tyree)[122]
- Wielkie uczucie [wersja TV Asahi] (Scott)[171]
- Żółtodziób [VHS] ("Loco" Martinez)[172]
- Młody Einstein [VHS][173]
- Frankenstein wyzwolony [VHS] (Percy Shelley)[174]
- Bliźniacy [wersja TV Asahi][128]
- Ścieżka strachu [VHS][175]

1992
- Kula w łeb [VHS] (Paul)[176]
- Karna Kompania [wersja MBS] (Kalb)[160]
- Zwariowany Fred [VHS] (Mickey Bunce)[177]
- Biały pałac [VHS] (Larry Klugman)[178]
- Widmo (film z 1986) [wersja TV Asahi][127]
- Wykonać wyrok [wersja Nihon TV] (Louis Burke)[179]

1993
- Ręka nad kołyską [VHS] (Victor Mott)[173]
- Lwie serce [wersja TV Tokio] (Lyon Gaultier)[180]
- Zakonnica w przebraniu [VHS] (Willy)[181]
- Bambi [nowa wersja VHS] (Szara wiewiórka)[182][183]
- She-Wolf of London [wersja Nihon TV] (Hatchard w odc. 10)[184][185]

1994
- Czarnoksiężnik II [VHS][186]
- Gra pozorów [VHS] (Maguire)[187]
- Pieniądze albo miłość [VHS] (Julian Russel)[188]
- Dwuminutowe ostrzeżenie [wersja TV Asahi][112]

1995
- Milczenie owiec [wersja TV Asahi] (Jame Gumb "Buffalo Bill")[125]
- Podwójne uderzenie [wersja Nihon TV] (Chad Wagner)[141]

1996
- Kosiarz umysłów [VHS][189]
- Stockholm Marathon [wersja NHK][190]

1997
- Chłopak w krainie Alladyna [VHS] (Alibaba)[164]

1999
- Z archiwum X [wersja TV Asahi][111]

2000
- Black Beauty (film z 1994) [DVD] (Jerry Barker)[191]

2003
- 20 000 mil podmorskiej żeglugi [DVD] (pierwszy oficer Nautilusa, reporter biuletynu)[192][193]

### Fabularne japońskie seriale telewizyjne
1975
- Kamen Rider Amazon (Pszczoła-bestia - głos w odc. 15)[66]

1978
- Fushigiken Tonton (Sobue w odc. 7, występ aktorski)[84][194]

1984
- Chōdenshi Bioman (Nowy Mózg Brain - głos w odc. 14)[195]

1987
- Janguru (prezenter telewizyjny w odc. 12, występ aktorski)[196]

### Gry komputerowe
1993
- YūYǔ Hakusho (Suzuki)[66]

1994
- J.B. Harorudo: Burū Shikago Burūsu / J.B. Harold: Blue Chicago Blues (Bryce Rich)[66]

1997
- D-XHIRD (Merrow)[197]

1998
- Metal Gear Solid (Psycho Mantis)[66]

1999
- Super Robot Wars: Complete Box[66]
- Metal Gear Solid: Integral (Psycho Mantis)[66]
- Black/Matrix Advanced[66]
- Metal Gear Solid: VR Missions (Psycho Mantis)[66]

2000
- Uchū Senkan Yamato: Ai no Senshitachi (Razera)[66]

### Reklamy telewizyjne
1979
Guriko Sawā Koron Sky Mint (グリコ サワーコロン スカイミント)
1980
Daiichi Pharmaceutical Patex (パテックス)
Morinaga Aisubāgā (森永アイスバーガー)

## Działalność teatralna

### Role teatralne
| Data                              | Autor                          | Tytuł                                               | Rola           | Reżyseria                  | Nr przedstawienia |
| --------------------------------- | ------------------------------ | --------------------------------------------------- | -------------- | -------------------------- | ----------------- |
| 1973 17-22 lipca                  | Hisashi Inoue (井上ひさし)     | Jūippiki no neko (11ぴきのネコ)                     | Nyango (Kot 5) | Kazuo Kumakura (熊倉一雄)  | 45                |
| 1979 25 września -10 października | Katsumi Okamoto (岡本克己)     | Ichido wa Ittemitai Jigoku (一度は行ってみたい地獄) | Woźny sądowy   | Kazuo Kumakura (熊倉一雄)  | 55                |
| 1980 14-28 marca, 3-5 kwietnia    | Tom Stoppard                   | Rozenkrantz i Guildenstern nie żyją                 | Hamlet         | Haruyasu Mizuta (水田晴康) | 57                |
| 1980 11-22 lipca                  | Tamiko Okamoto (岡本多美子)    | Hanbake Otaba Koi no Michiyuki (半変化束恋道中)     | Somegoro       | Kazuo Kumakura (熊倉一雄)  | bez numeru        |
| 1980 8-24 grudnia                 | Toshiharu Matsubara (松原敏春) | Junjō Yukigeshiki (純情雪景色)                      |                | Kazuo Kumakura (熊倉一雄)  | 60                |
| 1982 listopad                     | Toshiharu Matsubara (松原敏春) | Ren'ai Nijūsō (恋愛二重奏)                          |                | Kazuo Kumakura (熊倉一雄)  | 65                |
| 1984 11-31 maja                   | Hotaru Okamoto (岡本螢)        | Jinsuke Muyō Iwashi ni Nabe (甚助無用鰯烹鍋)        | Shinkichi      | Kazuo Kumakura (熊倉一雄)  | 69                |
| 1989 luty                         | Kijū Tabata (田畑喜十)         | Sakura no En ni Oboro Naru (さくらの苑におぼろなる) |                | Kazuo Kumakura (熊倉一雄)  | 84                |
| 1992 kwiecień - 1993 marzec       | Hisashi Inoue (井上ひさし)     | Omoteura Gen'nai Kaeru Gassen (表裏源内蛙合戦)      |                | Kazuo Kumakura (熊倉一雄)  | 92                |

### Reżyseria
| Data                 | Zespół teatralny                                              | Autor                              | Tytuł                                                                                     | Miejsce                                                  |
| -------------------- | ------------------------------------------------------------- | ---------------------------------- | ----------------------------------------------------------------------------------------- | -------------------------------------------------------- |
| 1978 15-16 kwietnia  | Gurūpu FUNK A R'N'R (późniejsze Four-in-One / フォーインワン) | Yūji Nishi (西ゆうじ)              | Fuo~o in wan (ふおぉいんわん)                                                             | Tokio, Minato, Atelier Fontaine                          |
| 1979 23-26 marca     | Office Four-in-One (オフィース・フォーインワン)               | Yoji Aoi (青井陽治)                | Fō in wan Ⅱ (ふぉーいんわんⅡ)                                                             | Tokio, Shinjuku Mozart Salon                             |
| 1979 18-25 sierpnia  | Four-in-One (フォーインワン)                                  | Yoji Aoi (青井陽治)                | Za Bāsudei Geimu (ザ・バースデイ・ゲイム)                                                 | Tokio, Toshima, Ikebukuro, teatr Bungeiza Le Pillier     |
| 1980 14-16 marca     | Seitou (劇団青杜) (przedstawienie nr 2)                       | Yōko Asaya (麻谷耀子)              | Setsuko no Heiya (節子の部屋)                                                             | Tokio, Minato, Roppongi Théâtre Libre                    |
| 1981 4-6 grudnia     | Seitou (劇団青杜) (przedstawienie nr 6)                       | Toshio Furukawa                    | LOVE IN TIME GRAFFITI(później: Teresukōpu Jun'ai-hen テレスコープ・純愛篇)                | Tokio, Shinjuku, teatr Hekisōkan Hall                    |
| 1983 19-21 marca     | Seitou (劇団青杜) (przedstawienie nr 9)                       | Toshio Furukawa                    | Koncheruto (コンチェルト)                                                                 | Tokio, Shinjuku, teatr Hekisōkan Hall                    |
| 1984 7-10 maja       | Seitou (劇団青杜) (przedstawienie nr 12)                      | Kazuyuki Sogabe                    | Garasu no Rasenkaidan (ガラスの螺旋階段)                                                  | Tokio, Shibuya, teatr Janjan                             |
| 1987 11-13 września  | B・T・C (przedstawienie nr 1)                                 | Kensuke Yokouchi (横内謙介)        | Yasashī to Ieba, Bokura wa Itsumo Wakari Aeta (優しいと言えば、僕らは いつもわかりあえた) | Tokio, Chūō, Mały Teatr Ginza                            |
| 1988 kwiecień        | Teatr Echo (テアトル・エコー) (przedstawienie nr 81)          | Shō Muroto (室土猩)                | Shiranu wa Tanin (知らぬは他人)                                                           | Tokio, Shibuya, Teatr Echo                               |
| 1991 29 września     | 200 mieszkańców miasta Kamagaya w wieku 4-78 lat              | Tsuruko (?) Kinoshita (木下干鶴子) | Osharena Jōmonjin (おしゃれな縄文人)                                                      | Kamagaya, miejska sala gimnastyczna                      |
| 1997 19 października |                                                               | Kazuyuki Sogabe                    | Garasu no Rasenkaidan (ガラスの螺旋階段)                                                  | Kamagaya, Mihashi Kinenkan (Izba Pamięci im. Mihashiego) |

### Sztuki teatralne
- Garasu no Rasenkaidan (ガラスの螺旋階段) (premiera 1984)[42]

## Słuchowiska wydane na nośnikach audio
Ważniejsze role są pogrubione. Jeśli nie zaznaczono inaczej, wszystkie informacje pochodzą z portalu VGMdb
1974
- Sonorama Ace Puppy Series: Hurricane Polymer (ソノラマエース・パピイシリーズ 破裏拳ポリマー) Flexi: APS-5010 (Takeshi Yoroi)

- 10 grudnia, TV Manga Action Series: Great Mazinger / Hurricane Polymer Uta to Action Sound (テレビまんがアクション・シリーズ グレートマジンガー/破裏拳ポリマー うたとアクションスサウンド) EP: CH-8  (Takeshi Yoroi)

między 1974 a 1976
- Sekai no meisaku dōwa 2: Shindobaddo no bōken (世界の名作童話 第２集～音楽とナレーションで楽しむ物語全５話～) LP: SKM-2238 / SKM(H)2238 (Sindbad)[225]

1976
- Sonorama Ace Puppy Series: Machine Hayabusa (ソノラマエース・パピイシリーズ マシンハヤブサ) Flexi: APS-5045 (Tsurugi Hayabusa)

1977
- Sonorama Ace Puppy Series: Mechander Robo (ソノラマエース・パピイシリーズ マシンハヤブサ) Flexi: APS-5072 (Kojirō Yashima)
- Sonorama Ace Puppy Series: Chōdenji Machine Voltes V (ソノラマエース・パピイシリーズ 超電磁マシーン ボルテスV) Flexi: APS-5078 (Ippei Mine)
- Sonorama Ace Puppy Series: Joou Heika no Petite Angie (ソノラマエース・パピイシリーズ 女王陛下のプティアンジェ) Flexi: APS-5093 (Michael)

1978
- 10 października, Arrivederci Yamato Drama Compilation (さらば宇宙戦艦ヤマト 愛の戦士たち ドラマ編) 2 LP: CS-7077~8 / 2 kasety: CHY-501~2 (Larzeler)

1979
- czerwiec, Kita no Ookami Minami no Tora Drama-hen (野球狂の詩シ新リーズ 北の狼南の虎 オリジナル・サウンドトラック 2枚組ドラマ編)  2 LP: CS-7115~6 / 2 kasety: CHY-505~6 (Ken Hiura)
- sierpień, Yakyūkyō no Uta Yūki Mizuhara-hen Original Soundtrack (野球狂の詩 水原勇気編・オリジナル・サウンドトラック) LP: CS-7134 / kaseta: CPY-644 (Ken Hiura)
- wrzesień, Chōdenji Machine Voltes V Drama Version (超電磁マシーン ボルテスV ドラマ編) LP: CS-7139 / kaseta: CPY-659 (Ippei Mine)

1980
- lipiec, Haha wo Tazunete Sanzenri Original Soundtrack-ban Drama-hen (母をたずねて三千里 オリジナル・サウンドトラック盤ドラマ編) LP: CZ-7031 / kaseta: CPY-759 (Tonio)

1981
- 25 stycznia, Cyborg 009 Chouginga Densetsu Drama-hen (サイボーグ009 超銀河伝説 ドラマ編) 2 LP: CZ-7074~5 / 2 kasety: CPY-844~5 (008 Pyunma)
- 5 maja, MOBILE SUIT GUNDAM III (機動戦士ガンダムVOL.3ドラマ編長時間盤)  2 LP: K20G-7019~20 / 2 kasety: K20H-4024~5 (Wakkein)
- 25 grudnia, Space Battleship Yamato PART2 Drama-hen (宇宙戦艦ヤマトPART2 ドラマ編) 2 LP: CZ-7161~2 / 2 kasety: CPY-949~50 (Akira Yamamoto)

1982
- kwiecień, Queen Millennia ORIGINAL SOUNDTRACK <Drama Compilation> (1000年女王 オリジナル サウンドトラック ドラマ編) 2 LP: C38G-0135~6, 2 kasety: 36P-1092 (pracownik obserwatorium astronomicznego Shiraishi)
- 21 kwietnia, Gekijōban Ace o Nerae! <Drama-hen> (劇場版 エースをねらえ! <ドラマ編>) 2 LP: K18G-7078~9 / kaseta: K36H-4073 (Takashi Chiba)
- lipiec, PATALLIRO TV SHOW (パタリロ! PATALLIRO TV SHOW) LP: C25G-0141, kaseta: 25P-7234 (Bankoran)
- 21 lipca, Memories of TIME BOKAN (メモリーズ・オブ・タイムボカン) LP: JBX-2021 / kaseta: VCK-746 (Hiru)
- 21 września, Arrivederci Yamato Drama Complete Edition (さらば宇宙戦艦ヤマト 愛の戦士たち ドラマ完全収録) 2 kasety: CWY-519~20 (Larzeler)
- październik, KAORU SHINTANI Ikaros no Tobuhi / Touketsu Sensen - Slapstick (新谷かおる イカロスの飛ぶ日/凍結戦線 スラップスティック) LP: C25G-0152 / kaseta: 25P-7253 (Tashiro, narrator)
- listopad, Boku PATALLIRO TV SHOW 2 (フジテレビ系放映アニメーション ぼくパタリロ! PATALLIRO TV SHOW 2) LP: C25G-0154 / kaseta: 25P-7257 (Bankoran)

1983
- ORIGINAL SOUNDTRACK CRUSHER JOE Drama Compilation (オリジナル・サウンドトラック クラッシャージョウ ドラマ編) 2 LP: JBX-2030~1 / 2 kasety: VCK-795~6 (Killy)
- 21 stycznia, GALAXY CYCLONE BRYGER (Drama Version) (銀河旋風ブライガー (ドラマ編) LP: K22G-7101 / kaseta: K22H-4101 (Izaak Godonov)
- 21 kwietnia, Rokushin Gattai God Mars Drama-hen II <Marumero-seihen> <Kanketsuhen> (六神合体ゴッドマーズ ドラマ編II <マルメロ星編> <完結編>) 2 LP: K18G-7125~6 / 2 kasety: <Marumero-seihen>: K18H-4136,  <Kanketsuhen>: K18H-4137 (Gash)
- lipiec, PATALLIRO STAR DUST PROJECT (東映映画 パタリロ!～スターダスト計画～ 完全収録オリジナルサウンドトラック) LP: C25G-0177 / kaseta: 25P-7294 (Bankoran)

1985
- 21 marca, THE DAGGER OF KAMUI ORIGINAL SOUNDTRACK <Drama-hen> (カムイの剣 オリジナル・サウンドトラック <ドラマ編>) 2 LP: CB-7135~6 / 2 kasety: CBY-624~~5 (Sam)
- 21 września, Odin Photon Sailer Starlight Drama-hen (オーディーン 光子帆船スターライト ドラマ編) 3 LP: CS-7277~9 / 2 kasety: CBY-668~9 (Toru Nara)

1986
- 21 lutego, 11-piki no Neko to Ahōdori Original Soundtrack (11ぴきのねことあほうどり オリジナル・サウンドトラック盤) LP: LB25-5011 / kaseta: LC25-5011 (Kot)

1987
- 5 kwietnia, Wings of Honneamise ROYAL SPACE FORCE Drama Edition (オネアミスの翼<王立宇宙軍>ドラマ編) 2 LP: MIL-3003~4 (Marty)

1990
- 21 grudnia, Saint Seiya Hades-hen (聖闘士星矢 冥王ハーデス篇) CD: COCC-7089 / kaseta: COTC-1440 (Saga)

1991
- 5 marca, MOBILE SUIT GUNDAM III (機動戦士ガンダムVOL.3ドラマ編長時間盤)  2 CD: KICA-2008~9 (reprint) (Wakkein)
- 21 marca, SAINT SEIYA MEMORIAL BOX (聖闘士星矢 メモリアルBOX) 5 CD: COCC-7321~5 (Wielki Mistrz Ares)
- 25 maja, BUBBLEGUM CRASH! [SOLDIER BLUE] Drama-hen (バブルガム・クラッシュ！ 【ソルジャー・ブルー】 ドラマ編), CD: POCH-2031 (Tajemniczy Mężczyzna)

1992
- Saint Seiya Hades-hen (聖闘士星矢 冥王ハーデス篇) CD: SM-085 (bootleg) (Saga)
- 1 lutego, Mōryō Senki Madara Rin'ne-hen (魍魎戦記MADARA輪廻編) kaseta: KC-064 (Saburō Kōga)[226][227]
- 1 maja, Mōryō Senki Madara Fukkatsu-hen (魍魎戦記MADARA復活篇) kaseta: KC-065 (Saburō Kōga)[226][228]
- 1 listopada, Jigen Sengokushi Kuro no Shishi Jin'nai-hen Original Soundtrack (時元戦国史 黒の獅士 陣内篇 オリジナル・サウンドトラック) CD: COCC-10379 (Oda Nobunaga)

1993
- 1 lutego, Pretty Soldier Sailor Moon Part 2 (美少女戦士セーラームーン そのに) kaseta: N/A (Kunzite)

1994
- 21 stycznia, GS Mikami Utsukushiki Tōbōsha Series, III EMI OGASAWARA (GS美神 美しき逃亡者シリーズ, III EMI OGASAWARA) Mini CD: KIDA-75 (ojciec Karasu)

1995
- 1 marca, Chōdenji Machine Voltes V Drama Version (超電磁マシーン ボルテスV ドラマ編) CD: COCC-12400 (reprint) (Ippei Mine)
- 1 kwietnia, Arrivederci Yamato Drama Compilation (さらば宇宙戦艦ヤマト 愛の戦士たち ドラマ編) CD: COCC-12478~9 (reprint) (Larzeler)
- 21 września, GS Mikami Report 2 Ano Hakkyū o Oe!! (GS美神 リポート2 あの白球を追え!!) CD: KICA-262 (ojciec Karasu)

1997
- SAINT SEIYA MEMORIAL BOX (聖闘士星矢 メモリアルBOX) 5 CD: SS-11~SS-15 (bootleg) (Wielki Mistrz Ares)
- 18 czerwca, D-Xhird -Arrange Sound Trax- (ディサード アレンジサウンドトラックス) CD: PCCB-00264 (Merrow)
- 21 sierpnia, Click & Dead Netway Sweepers mission:01 INTERNET CULT (クリック&デッド NETWAYスイーパーズ mission:01 インターネットカルト) CD: KICA-7782 (Sumida)
- 20 grudnia, Saint Seiya THE GOLD COLLECTION BEST SONGS and SYMPHONIC SUITES (聖闘士星矢THE GOLD COLLECTION BEST SONGS and SYMPHONIC SUITES) 5 CD: COCC-14747~51 (Saga)

1998
- Saint Seiya THE GOLD COLLECTION BEST SONGS and SYMPHONIC SUITES (聖闘士星矢THE GOLD COLLECTION BEST SONGS and SYMPHONIC SUITES) 5 CD: SS-16~SS-20 (bootleg) (Saga)
- 20 czerwca, Sound Drama Collection Pretty Soldier Sailor Moon (2) (サウンド・ドラマ・コレクション 美少女戦士セーラームーン②) CD: COCC-15205 (Kunzite)

1999
- Yami no matsuei (闇の末裔) CD: MMCM-7002[229] (Hrabia)
- MOBILE SUIT GUNDAM III (機動戦士ガンダムVOL.3ドラマ編長時間盤)  2 CD: A8-1021~2 (bootleg) (Wakkein)

2000
- Saint Seiya THE GOLD COLLECTION BEST SONGS and SYMPHONIC SUITES (聖闘士星矢THE GOLD COLLECTION BEST SONGS and SYMPHONIC SUITES) 5 CD: AnG-005~9 (bootleg) (Saga)

2001
- SAINT SEIYA MEMORIAL BOX (聖闘士星矢 メモリアルBOX) 5 CD: AnG-335~9 (bootleg) (Wielki Mistrz Ares)
- Saint Seiya Hades-hen (聖闘士星矢 冥王ハーデス篇) CD: AnG-095 (bootleg) (Saga)
- 21 października, Chōdenji Machine Voltes V Drama Version (超電磁マシーン ボルテスV ドラマ編) CD-R: COR-12400 (reprint) (Ippei Mine)

2003
- 29 października, SAINT SEIYA ETERNAL EDITION File 09 & 10 (聖闘士星矢 ETERNAL EDITION File 09 & 10) 2 CD: COCX-32437~8 / MICA-0025~6 (bootleg) (Saga)

2004
- 2 kwietnia, ELDRAN SERIES LINK DRAMA CD Zettai Bakuhatsu Raijin-Oh vs Ganbaruger! Part 1 (絶対爆発ライジンオー対ガンバルガー 前篇) CD: ELDRN-0001 (Yaminorius III)
- 2 kwietnia, ELDRAN SERIES LINK DRAMA CD Zettai Bakuhatsu Raijin-Oh vs Ganbaruger! Part 2 (絶対爆発ライジンオー対ガンバルガー 後篇) CD: ELDRN-0002 (Yaminorius III)

2005
- Saint Seiya Hades-hen (聖闘士星矢 冥王ハーデス篇) CD: MICA-0517 (bootleg) (Saga)
- 22 września, Muteki Robo Trider G7 (無敵ロボトライダーG7) 2 CD: KICA-712~3 (Zakuron)

2008
- 30 lipca, SAINT SEIYA ETERNAL CD-BOX (聖闘士星矢 ETERNAL CD-BOX) 13 CD: COCX-35079~91 (Saga)

2023
18 stycznia, Sekai no meisaku dōwa 2: Shindobaddo no bōken (世界の名作童話 第２集～音楽とナレーションで楽しむ物語全５話～) (Sindbad), produkt cyfrowy: NOPA-3972 (reprint)

## Działalność muzyczna

### Albumy studyjne
| Data wydania  | Tytuł albumu                             | Wytwórnia                     | Format | Numer    | Format | Numer    |
| ------------- | ---------------------------------------- | ----------------------------- | ------ | -------- | ------ | -------- |
| 21 maja 1980  | Seishun Hitori Botchi (青春ひとりぼっち) | キングレコード (King Records) | LP     | SKS-118  | kaseta | AO-201   |
| 21 marca 1981 | Omoide no Tsudzuki (想い出の続き)        | キングレコード (King Records) | LP     | K25A-157 | kaseta | K25H-110 |
| 21 marca 1982 | Matenrō Rabu (摩天楼ラブ)                | キングレコード (King Records) | LP     | K25A-249 |        |          |

### Kompozycje
(poza albumami solowymi i wydanymi z zespołem SLAP STICK)
- I Can't Anymore (na albumie: Toshio Furukawa, Time Wave, King Records, LP, 1981, K25A-186)[236][237]
- Time Wave (na albumie: Toshio Furukawa, Time Wave, King Records, LP, 1981, K25A-186)[236][237]

### Piosenki anime (śpiew)
Yōkina Maruko (陽気なマルコ) z anime Haha o Tazunete Sanzenri / 3000 Leagues in Search of Mother na nośnikach wydanych przez Columbia:
- 1976, 25 maja, Haha o Tazunete Sanzenri -Genova-hen- Uta to Ohanashi (母をたずねて三千里 －ジェノバ編－ うたとおはなし) LP: CW-7071
- 1976, lipiec, Haha o Tazunete Sanzenri (母をたずねて三千里) singiel: SCS-305
- 1976, 25 sierpnia, TV Manga Idol Deluxe Haha o Tazunete Sanzenri / Piccolino no Bōken (テレビまんが人気者デラックス 母をたずねて三千里/ピコリーノの冒険) LP: CW-7078
- 1979, kwiecień, Nippon Animation Meisaku Anime Sakuhinshū (日本アニメーション 名作アニメ作品集) 4 LP: CB-7056~9
- 1979, grudzień, Haha o Tazunete Sanzenri ~Uta to Ohanashi~ (母をたずねて三千里 ～うたとおはなし～) kaseta: CPY-692
- 1980, lipiec, Haha o Tazunete Sanzenri 4 Songs (母をたずねて三千里 4曲入り), EP: CH-3007
- 1984, 21 listopada, ANIME SOUND MEMORIAL Haha o Tazunete Sanzenri (アニメ・サウンド・メモリアル 母をたずねて三千里) LP: CX-7190
- 1992, 21 grudnia, FOR EVER SERIES Haha o Tazunete Sanzenri (FOR EVER SERIES 母をたずねて三千里) CD: COCC-10541
- 1995, 19 lipca, Haha o Tazunete Sanzenri -Genova-hen- Uta to Ohanashi (母をたずねて三千里 －ジェノバ編－ うたとおはなし) CD: COCC-12810 (reprint)
- 2004, 21 stycznia, Nippon Animation Sekai Meisaku Gekijō Shudaika Sōnyūka Daizenshū 1 (日本アニメーション 世界名作劇場 主題歌・挿入歌大全集 第1集) 3 CD: COCX-32551~3
- 2004, 22 września ANIME SOUND MEMORIAL Haha wo Tazunete Sanzenri (アニメ・サウンド・メモリアル 母をたずねて三千里)  CD: COCC-72089
- 2005, 26 stycznia, "Cuore Edmondo De Amicis" Music Collection (世界名作劇場 メモリアル音楽館 母をたずねて三千里) 2 CD: COCX-33067~8
- 2010, 19 maja, Kumiko Osugi 40th Anniversary: Kirameki no Toki ~Yasashisa no Uta~ (大杉久美子 40th Anniversary 燦(きらめき)のとき やさしさの歌) 4 CD: COCX-36193~6[224]

Bara no Senshi (バラの戦士) z anime Patalliro! na nośnikach wydanych przez CANYON:
- 1982, lipiec, PATALLIRO TV SHOW (パタリロ! PATALLIRO TV SHOW) LP: C25G-0141, kaseta: 25P-7234
- 1983, kwiecień, BOKU PATALLIRO MUSIC TV SHOW (ぼくパタリロ! 音楽総集編) LP: C25G-0170, kaseta: 25P-7275
- 1983, czerwiec, Ninki Seiyū Manga Anime Song (人気声優 マンガ・アニメソング) LP: C18G-0176 / kaseta: 18P-5068
- 1990, 21 lipca Natsukashi no Anime Song Chō CD Mishūroku Set ~Sakuhin Betsu CD Single Gōka 6-maigumi no Maki~ (懐かしのアニメソング超CD未収録セット ~作品別CDシングル豪華6枚組の巻~) 6 Mini CD: PCDG-00009
- 1997, 17 grudnia, Natsukashi no Music Clip (34) Patalliro! (懐かしのミュージッククリップ㉞ パタリロ!) CD: TOCT-10157[224]

Ganbā Taisō (ガンバー体操) z anime Genki Bakuhatsu Ganbarugā na nośnikach wydanych przez Toshiba EMI / Universal Music:
- 1992, 20 maja, Ganbā Taisō/Gang Age Blues (ガンバー体操/ギャング・エイジ・ブルース) Mini CD: TYDY-2040
- 1992, 27 maja, Genki Bakuhatsu Gambaruger Original Soundtrack ~Himitsu no Hero Tōjōhen~ (元気爆発ガンバルガー オリジナル・サウンド・トラック ～秘密のヒーロー登場編～) CD: TYCY-5226
- 1993, 28 kwietnia, Genki Bakuhatsu Gambaruger Uta wa Tsuzuru yo! (元気爆発ガンバルガー 歌は綴るよ!) CD: TYCY-5300
- 1999, 25 marca, YOUMEX ORIGINAL LIBRARY SERIES 5 (ユーメックス オリジナル ライブラリー シリーズ 5) CD: TYCY-5628
- 2004, 23 czerwca, YOUMEX ORIGINAL LIBRARY SERIES VOL.3 (ユーメックス オリジナル ライブラリ シリーズ VOL.3) 2 CD: ABCA-5055~6
- 2023, 29 listopada, Genki Bakuhatsu Gambaruger Original Soundtrack ~Himitsu no Hero Toujouhen~ (元気爆発ガンバルガー オリジナル・サウンド・トラック ～秘密のヒーロー登場編～) CD: UPCY-90235
- 2023, 29 listopada, Genki Bakuhatsu Gambaruger Uta wa Tsuzuru yo! (元気爆発ガンバルガー 歌は綴るよ!) CD: UPCY-90237[224]

Idainaru Dai Makai (偉大なる大魔界) z anime Genki Bakuhatsu Ganbarugā na nośnikach wydanych przez Toshiba EMI / Universal Music:
- 1992, 28 października, Genki Bakuhatsu Gambaruger Original Soundtrack 2 ~Chōnōryoku Katsuyakuhen~ (元気爆発ガンバルガー オリジナル・サウンド・トラック2 ～超能力活躍編～) CD: TYCY-5261
- 1993, 28 kwietnia, Genki Bakuhatsu Gambaruger Uta wa Tsuzuru yo! (元気爆発ガンバルガー 歌は綴るよ!) CD: TYCY-5300
- 2023, 29 listopada, Genki Bakuhatsu Gambaruger Original Soundtrack 2 ~Chounouryoku Katsuyakuhen~ (元気爆発ガンバルガー オリジナル・サウンド・トラック2 ～超能力活躍編～) CD: UPCY-90236 (reprint)
- 2023, 29 listopada, Genki Bakuhatsu Gambaruger Uta wa Tsuzuru yo! (元気爆発ガンバルガー 歌は綴るよ!) CD: UPCY-90237 (reprint)[224]

Utsukushisugite... (美しすぎて...) z anime YūYǔ Hakusho na nośniku wydanym przez CANYON:
- 1994, 16 grudnia, Yu☆Yu☆Hakusho Music Battle-hen 3 ~Makai Densetsu~ (幽遊白書 ミュージックバトル編3 ～魔界伝説～) CD: MRCA-20052
- 1995, 19 maja, YU☆YU☆HAKUSHO Memorial CD BOX (幽☆遊☆白書 メモリアルCD BOX) 6 CD: MRCA-20063~8
- 1997, 18 stycznia, Yu☆Yu☆Hakusho Music Battle-hen 3 ~Makai Densetsu~ (幽遊白書 ミュージックバトル編3 ～魔界伝説～) CD: PCCG-00391
- 2001, Yu☆Yu☆Hakusho Music Battle-hen 3 ~Makai Densetsu~ (幽遊白書 ミュージックバトル編3 ～魔界伝説～) CD: AnG-211 (bootleg)[224]

## Radio

### Słuchowiska radiowe
| Data                     | Autor           | Tytuł                                                               | Stacja nadawcza / program                                          | Odcinek / czas trwania  |
| ------------------------ | --------------- | ------------------------------------------------------------------- | ------------------------------------------------------------------ | ----------------------- |
| 1973 13 kwietnia         | Ranpo Edogawa   | Kohantei Jiken (湖畔亭事件) / Incident at the Lakeside Inn          | Nippon Broadcasting System / Oribettii Gekijō (オリベッティー劇場) | ostatni                 |
| 1979 15 sierpnia         | Kaoru Kurimoto  | Bokura no jidai (ぼくらの時代)                                      | FM Tokio / AU _ Nyū U~eibu'79 (AU_ニュー・ウェイブ'79)             | 30 minut                |
| 1986 21 kwietnia-16 maja | Charles Dickens | Opowieść o dwóch miastach (Nitomonogatari 二都物語)                 | NHK Tokio / FM _ Adobenchā Rōdo (FM_アドベンチャーロード)          | 20 odcinków po 15 minut |
| 1989 8 kwietnia          | Takao Saito     | Golgo 13 (Gorugo 13 ~ Naitomea ゴルゴ13~ナイトメア)                 | FM Tokio / AU _ Satadē Supesharu (AU_サタデー・スペシャル)         | 30 minut                |
| 1990 9 września          | Arimasa Ōsawa   | Kagami no kao: Middonaito saakasu (鏡の顔 ：ミッドナイト・サーカス) | TBS / KR _ Rajio Toshokan (KR_ラジオ図書館)                        | 46 minut                |
| 1991 7-17 września       | Sunao Ashihara  | Seishun Dendekededeke (青春デンデケデケデケ)                        | NHK Tokio / FM _ Saundo Yume Kōbō (FM_サウンド夢工房)              | 9 odcinków po 15 minut  |

### Występy w programach radiowych
| Data                  | Dni i godziny      | Stacja nadawcza            | Program                                         | Uwagi                                    |
| --------------------- | ------------------ | -------------------------- | ----------------------------------------------- | ---------------------------------------- |
| 1978 14 lipca         | 22:50-23:00        | Nippon Broadcasting System | Yoru no Dorama Hausu (夜のドラマハウス)         | z Ai Matsubarą                           |
| 1979 13 października- | soboty 18:00-18:30 | Nippon Broadcasting System | Urutora anime kessaku-za (ウルトラアニメ傑作座) |                                          |
| 1982 14 marca         | 22:00-22:30        | Radio Osaka                | Animetopia (アニメトピア)                       | prowadzące: Mayumi Tanaka, Saeko Shimazu |
| 1982 18 sierpnia      | 22:50-23:00        | Nippon Broadcasting System | Yoru no Dorama Hausu (夜のドラマハウス)         | z Mitsuko Horie                          |

### Reklamy radiowe
1979
Radio Nippon Broadcasting System: Nikkan Arubaito Nyūsu (日刊アルバイトニュース)